# Viktor Dobrotvorskyj
Viktor Vitalijovytj Dobrotvorskyj (ukrainska: Віктор Віталійович Добротворський, ryska: Валентин : Viktor Vitaljevitj Dobrotvorskij), född den 4 juli 1966 i Vinnitsa i Ukrainska SSR i Sovjetunionen (nu Vinnytsia i Ukraina), är en ukrainsk före detta kanotist som tävlade för Sovjetunionen.
Han tog bland annat VM-brons i C-2 10000 meter i samband med sprintvärldsmästerskapen i kanotsport 1993 i Köpenhamn.